# Tibiriçá

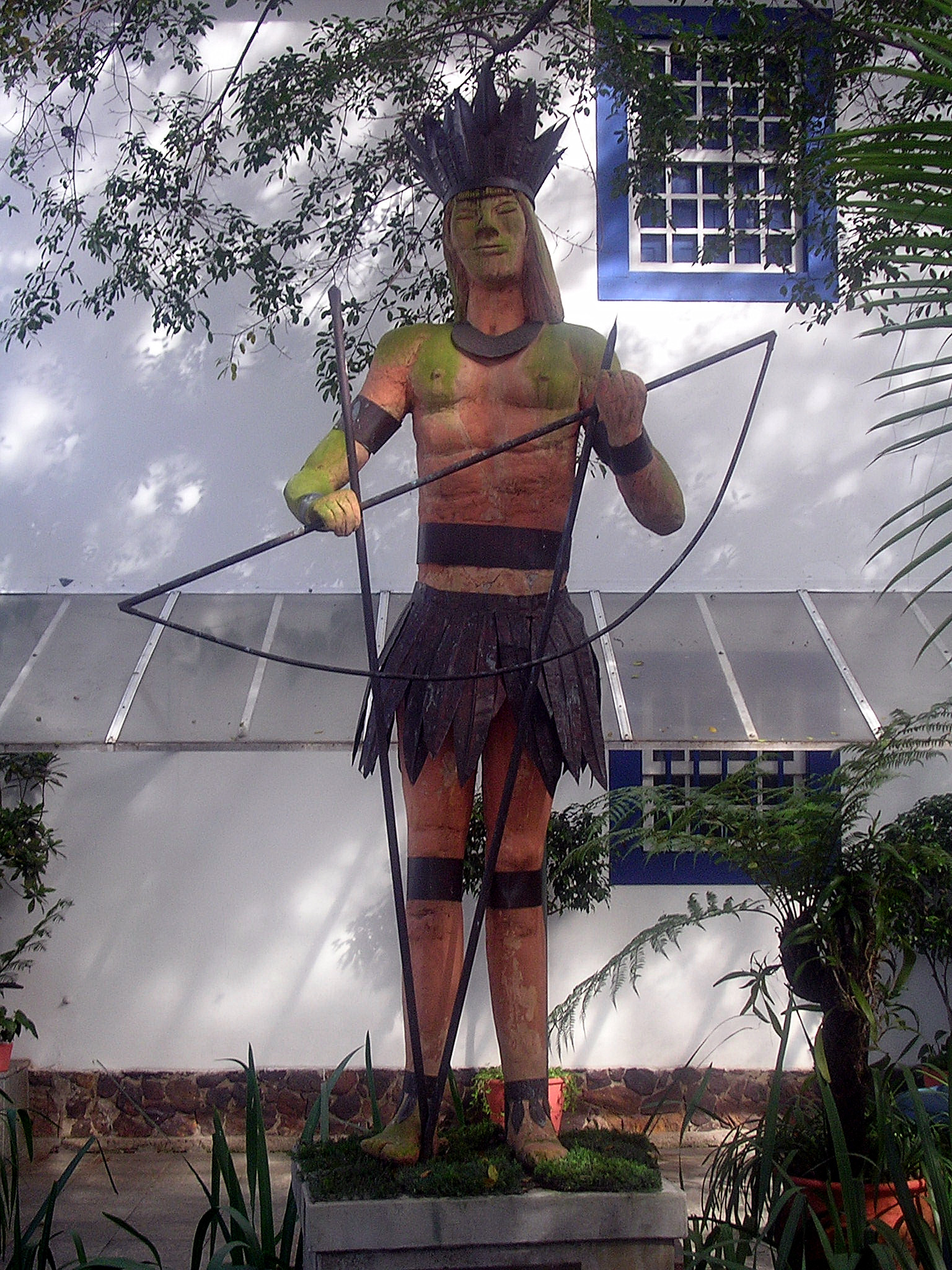
Staty över Tibiriçá i São Paulo.

Tibiriçá, död 25 december 1562 i São Paulo, var en urfolkhövding i nuvarande Brasilien. Han var hövding över tupiniquim-folket i Piratininga i sydöstra Brasilien. Under 1500-talet omvändes Tibiriçá till kristendomen av jesuiterna Jose de Anchieta och Leonardo Nunes. Han döptes av portugisiska missionärer, och fick då namnet Martim Afonso. Han ligger begravd i kryptan till katedralen i São Paulo.
Tibiriçá är förfader till Drottning Silvia av Sverige på hennes mormors sida via släkterna de Novaes och de Camargo. Han var Silvias mormors morfars farmors farfars farfars mormors mormors morfar (= 16 generationer bakåt).